# Середня Прип'ять
Середня Прип'ять (біл. Сярэдняя Прыпяць) — республіканський ландшафтний заказник в Білорусі, створений у 1999 році на територіях Столинського, Пінського, Лунинецького (Берестейська область) і Житковицького району (Гомельська область). Заказник є останнім в Європі великим природним комплексом низинних боліт, річок, проток і заплавних лісів, ключевою орнітологічною територією і Рамсарським угіддям.

## Історія
Заповідник створений згідно з Постановою Ради міністрів Республіки Білорусь від 19 липня 1999 року № 1105 на базі державних біологічних заказників «Пониззя Ясельди», «Гирло Лані» і «Пониззя Случі» загальною площею 90447 гектарів. Згідно з Постановою Ради Міністрів від 22 листопада 2013 року № 1008 площа заповідника збільшилась на 2615,15 га до 93062,15 га.

## Загальні відомості
Заказник створений у середній течії головної водної артерії Полісся — річки Прип'ять (від гирла Ясельди до гирла Ствиги). Протяжність ділянки близько 120 кілометрів, ширина варіюється від 4 до 14 кілометрів.
Основні біотопи: ліси — 35 %, чагарники — 8 %, луки — 30 %, низинні болота — 20 %, річки та їх узбережжя — 4 %, сільгоспугіддя — 2 %, озера та інші природні водойми — 1 %.

## Флора
Близько 92 % території складають площі, зайняті природною рослинністю. На території заказника багато заплавних лісів і лугів. Серед лісів переважають чорновільховики і діброви. На території заказника можна знайти всі типи луків: від дуже заболочених до сухих, які за структурою наближаються до степів. В заплаві також присутні типові низинні болота, що створюють біотопи, що перебувають під загрозою зникнення в Європі. Найбільші болота зосереджені в гирлах річок Ясельда і Стир, які є притоками Прип'яті.
На території заказника ростуть 725 видів рослин, з них 11 видів занесено до Червоної книги Республіки Білорусь.

## Фауна
На території заказника хороші умови для підтримання кількості рідкісних навколоводних ссавців. Тут зустрічаються 16 видів земноводних і плазунів, серед яких: болотна черепаха європейська (Emys orbicularis), звичайна райка (Hyla arborea), ропуха очеретяна (Bufo calamita).
На площі заказника «Середня Прип'ять» зустрічається 37 видів риб, що мешкають у Прип'яті і озерах-старицях. Заплава річки Прип'ять має міжнародне значення для збереження популяцій багатьох рідкісних і таких що перебувають під загрозою зникнення видів птахів у Європі. Відзначено 182 види птахів, 52 з яких занесені в Червону книгу Республіки Білорусь, а 5 — під глобальною загрозою зникнення: очеретянка прудка (Acrocephalus paludicola), підорлик великий (Aquila clanga), деркач (Crex crex), дупель (Gallinago media), чернь білоока (Aythya nyroca) і гуска мала (Anser erythropus). 155 видів птахів відмічено при гніздуванні, 39 з яких перебувають під охороною.